# Amfibijskodesantno bojevanje
Ugotovitev, da je amfibijski desant ena najbolj zapletenih in hkrati najnevarnejših vojaških akcij sega že v čase antičnih ljudstev, starih Grkov in ostalih vojaških družb tistega časa. Amfibijskodesantno bojevanje se namreč pojavi hkrati s prenosom vojne s kopnega na morje in je sestavni del osvajanja otoških ozemelj in ostalih čezmorskih posesti, torej temelj človekove ekspanzije. Ta zvrst oboroženega boja je s časom postajala vse bolj kompleksna in dobiva čedalje večji pomen. Druga svetovna vojna pa je prav gotovo mejnik v njenem razvoju. To je čas, ko je amfibijski desant doživel vrhunec in v katerem se je do potankosti razvila doktrina, ki v veliki meri velja še danes. 

## Elementi vojaške sile
Amfibijsko bojevanje vsebuje vse elemente vojaške sile (zračne, pomorske, logistične, poveljevanje in kontrolo ) in je uporabno na vseh ravneh političnega konflikta. Od ostalih načinov vojskovanja se amfibijsko loči po treh bistvenih zahtevah, ki oblikujejo njegove organizacijske in doktrinarne prioritete.
- Zahteva po hitrem zbiranju vojaških enot v ciljnem prostoru.
- Zahteva po enotnosti in neprekinjenosti poveljevanja med prenosom bojev z morja na kopno med mornariškim poveljstvom in poveljstvom izkrcevalnih sil.
- Potreba po čim manjši izpostavljenosti sil ob izkrcanju tako s strani nasprotnika kot tudi  s strani naravnih ovir.

## Vrhunec doktrine in nosilci koncepta
Sredi poletja 1945 je dosegla amfibijska doktrina ZDA svoj vrhunec. Američani so takrat že imeli tolikšno armado vojnih ladij in letal, da so lahko napadli na katerem koli delu sveta. Neverjetna raznolikost specializiranih ladij za tovrstno vojskovanje pa je omogočila izkrcanje več deset tisoč vojakov na sovražno obalo v zelo kratkem času. 
Koncepte amfibijskega vojskovanja v ZDA je gojil predvsem Korpus mornariške pehote Združenih držav Amerike, ki so bili kot posebna veja oboroženih sil ZDA ustanovljeni s posebno listino Senata in podpisom le-te s strani takratnega predsednika ZDA Johna Adamsa leta 1798. Ta korpus je bil ustanovljen prav z namenom ustvariti ekspedicijske enote, ki bi jih lahko uporabili kjerkoli na svetu. 